# Prix UEFA du Meilleur joueur d'Europe 2014
Le Prix UEFA du Meilleur joueur d'Europe 2014 est un prix décerné par l'UEFA à un joueur jouant pour un club de football européen et qui a su se distinguer comme étant le meilleur de la saison 2013-2014.
Navigation
Édition précédente Édition suivante
Le 28 août 2014, Cristiano Ronaldo est le vainqueur de l'édition.

## Palmarès

### Classement officiel[2],[3]
| #  | Nom               | Club                      | Points |
| -- | ----------------- | ------------------------- | ------ |
| 1  | Cristiano Ronaldo | Real Madrid               | 27     |
| 2  | Manuel Neuer      | Bayern Munich             | 18     |
| 3  | Arjen Robben      | Bayern Munich             | 9      |
| 4  | Thomas Muller     | Bayern Munich             |        |
| 5  | Lionel Messi      | FC Barcelone              |        |
| 5  | Philipp Lahm      | Bayern Munich             |        |
| 7  | James Rodríguez   | Real Madrid AS Monaco     |        |
| 8  | Luis Suárez       | FC Barcelone Liverpool FC |        |
| 9  | Ángel Di María    | Real Madrid               |        |
| 10 | Diego Costa       | Atlético Madrid           |        |